# Kreis Timiș

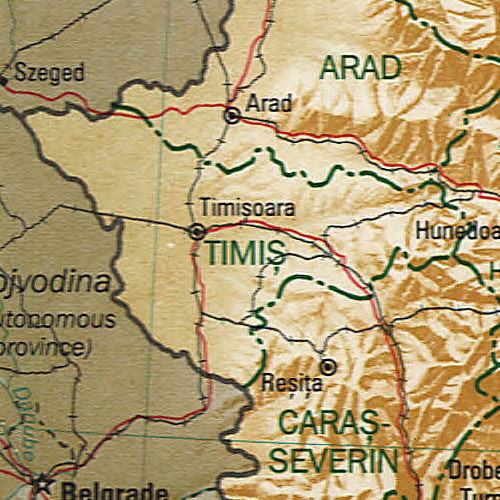
Karte des Kreises Timiș

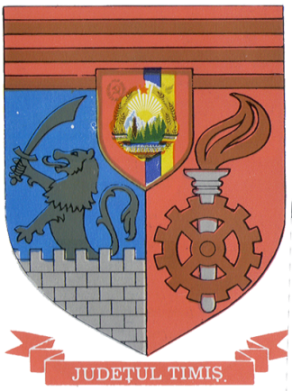
Wappen des Kreises Timiș zur Zeit des Realsozialismus

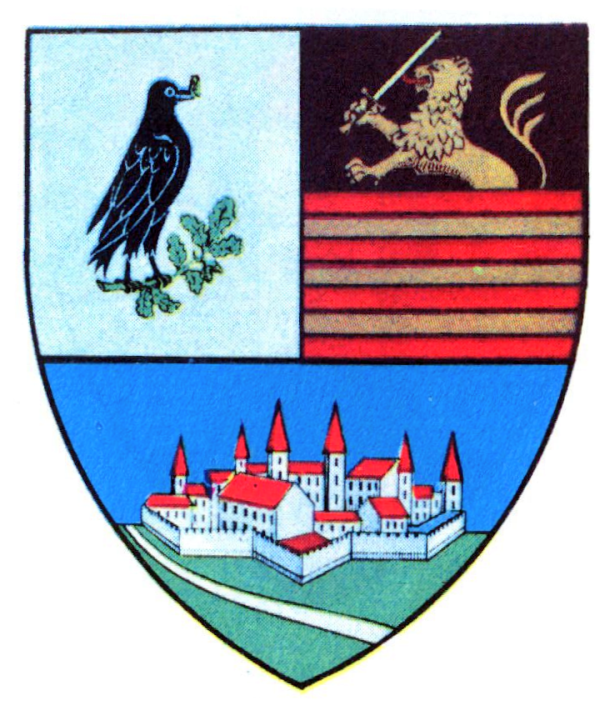
Wappen des Kreises Timiș in der Zwischenkriegszeit

Timiș ist ein rumänischer Kreis (Județ) in der historischen Region Banat, mit Timișoara als Kreishauptstadt. Das Kfz-Kennzeichen und die gängige Abkürzung für den Kreis sind TM.
Der Kreis Timiș grenzt im Norden an den Kreis Arad, im Osten an den Kreis Hunedoara, im Südosten sowie im Süden an den Kreis Caraș-Severin, des Weiteren im Süden und Südwesten an Serbien sowie im Westen und Nordwesten an Ungarn.

## Bevölkerung
Die Einwohnerzahl einiger Ethnien im Kreis Timiș entwickelte sich ab 1930 wie folgt:
| Jahr | Einwohner | Rumänen | Magyaren | Deutsche | Roma   | Ukrainer | Serben | Bulgaren | Slowaken | Juden |
| ---- | --------- | ------- | -------- | -------- | ------ | -------- | ------ | -------- | -------- | ----- |
| 1930 | 559.591   | 236.305 | 84.756   | 178.238  | 8.091  | 1.408    | 27.074 | 7.527    | 3.919    | 9.761 |
| 1956 | 568.881   | 325.834 | 77.530   | 114.194  | 6.089  | 1.405    | 23.871 | 7.440    | 2.667    | 7.378 |
| 1966 | 607.596   | 378.183 | 76.183   | 109.315  | 4.637  | 1.780    | 22.709 | 7.509    | 2.300    | 2.909 |
| 1977 | 696.884   | 472.912 | 77.525   | 98.296   | 9.828  | 3.773    | 21.782 | 7.151    | 2.128    | 1.799 |
| 1992 | 700.033   | 561.200 | 62.866   | 26.722   | 14.836 | 6.468    | 17.443 | 6.466    | 2.229    | 625   |
| 2002 | 677.926   | 565.639 | 50.556   | 14.174   | 16.084 | 7.321    | 13.273 | 5.562    | 1.908    | 441   |
| 2011 | 683.540   | 550.836 | 35.295   | 8.504    | 14.525 | 5.950    | 10.102 | 4.478    | 1.424    | 220   |
| 2021 | 650.533   | 484.243 | 21.285   | 4.684    | 12.438 | 4.134    | 6.447  | 3.244    | 939      | 144   |

## Geographie
Mit einer Gesamtfläche von 8697 km² ist der Kreis Timiș der größte der 41 Kreise und entspricht 3,63 % der Fläche Rumäniens.

## Städte und Gemeinden
Der Kreis Timiș besteht aus offiziell 325 Ortschaften. Davon haben 10 den Status einer Stadt, 89 den einer Gemeinde und die übrigen sind administrativ den Städten und Gemeinden zugeordnet.

### Größte Orte
| Stadt/Gemeinde                                                       | Einwohner |
| -------------------------------------------------------------------- | --------- |
| Timișoara (dt. Temeswar bzw. Temeschburg, ung. Temesvár)             | 250.849   |
| Lugoj (dt. Lugosch, ung. Lugos)                                      | 035.450   |
| Giroc (dt. Girock, ung. Gyüreg)                                      | 022.270   |
| Dumbrăvița (dt. Neuszentes, ung. Ujszentes)                          | 020.014   |
| Moșnița Nouă (dt. Neumoschnitza, ung. Újmosnica)                     | 016.424   |
| Sânnicolau Mare (dt. Großsanktnikolaus, ung. Nagyszentmiklós)        | 010.627   |
| Jimbolia (dt. Hatzfeld, ung. Zsombolya)                              | 010.179   |
| Săcălaz (dt. Sackelhausen, ung. Szakálháza)                          | 009.223   |
| Ghiroda (dt. Giroda, ung. Győröd)                                    | 008.866   |
| Sânmihaiu Român (dt. Rumänisch-Sankt-Michael, ung. Oláh-Szentmihály) | 008.419   |
| Recaș (dt. Rekasch, ung. Temesrékás, serbokroatisch Рекаш Rekaš)     | 008.347   |
| Sânandrei (dt. Sanktandres, ung. Szentandrás)                        | 007.137   |
| Buziaș (dt. Busiasch, ung. Buziásfürdő)                              | 006.834   |
| Giarmata (dt. Jahrmarkt, ung. Temesgyarmat)                          | 006.831   |
| Făget (dt. Fatschet, ung. Facsád)                                    | 006.595   |
| (Stand: 1. Dezember 2021)                                            |           |